# 小早川健
小早川 健 (こばやかわ たける、1995年8月18日 - ) は、埼玉県坂戸市出身の陸上競技選手。専門は長距離走。武蔵越生高校、東洋大学経済学部卒業。

## 経歴・人物
- 北坂戸中学校3年時に都道府県対抗駅伝に出場。埼玉県チームの6区（3.0km）を区間25位で走り最終7区の川内優輝に襷を渡した。
- 東洋大学OBの宇野博之・設楽啓太・設楽悠太は、高校の先輩にあたる。高校時代は全国高校選抜の10000mで3位に入るなどの実績を残した。
- 高校卒業後は東洋大学に進学。しかし1年時は大学駅伝のエントリーメンバーには入るものの出走することはできず、2年時は故障で1年間走ることができなかった。
- 3年生になると5000mは14分一桁台、10000mは29分一桁台と主力候補に名乗りを上げた。
- 大学駅伝デビューは2016年11月の第48回全日本大学駅伝7区。序盤は7位から6位に浮上するも後半はペースが上がらず、区間10位と苦しいデビュー戦となった。
- 第93回箱根駅伝では10区で区間10位。前も後ろも離れた単独2位を走るなか、ゴール1km前で酒井俊幸監督から『笑顔でゴールしよう』と指示がとんだが笑顔でのゴールはできなかった。
- 箱根駅伝2週間後の奥球磨ロードレースでは、自己ベストこそならなかったものの学生トップでゴールし、飛躍のきっかけを作った。
- 4年時の出雲駅伝・全日本大学駅伝は出場出来なかった。第94回箱根駅伝では4年生としてただ一人メンバー入り。前回と同様に前も後ろも離れた単独2位という展開のなか9区区間3位と快走したが、チームは2位に終わった[1]。
- 卒業後はNTNに入社しニューイヤー駅伝にも2回出場したが、2019年度をもって退社。東京メールサービスに移籍し個人で競技を続ける。

## 戦績・記録
| 年   | 大会                                 | 種目（区間）   | 順位     | 記録          | 備考         |
| ---- | ------------------------------------ | -------------- | -------- | ------------- | ------------ |
| 2011 | 第16回全国都道府県対抗駅伝競走大会   | 6区(3.0km)     | 区間25位 | 9分03秒       | [ 注釈 1 ]   |
| 2013 | 第1回全国高等学校陸上競技選抜大会    | 10000m決勝     | 3位      | 31分15秒33    | [ 注釈 2 ]   |
| 2014 | 関東私学五大学対校陸上競技選手権大会 | 3000m          | オープン | 8分33秒92     |              |
| 2014 | チャレンジミートゥinくまがや         | 5000m          |          | 14分32秒37    |              |
| 2014 | 平国大長距離記録会                   | 10000m         | 2着      | 29分41秒93    |              |
| 2014 | ホクレン・ディスタンスチャレンジ深川 | 10000m         |          | 30分34秒93    |              |
| 2014 | 男鹿駅伝                             | 3区            | 区間3位  | 39分49秒      | 東洋大学A3位 |
| 2014 | 埼玉実業団長距離記録会               | 5000m          |          | 14分19秒07    |              |
| 2014 | 上尾シティハーフマラソン             | ハーフマラソン | 18位     | 1時間03分17秒 | 初挑戦記録   |
| 2015 | 奥球磨ロードレース                   | ハーフマラソン | 14位     | 1時間05分25秒 |              |
| 2015 | 大澤駅伝                             | 1区            | 区間3位  | 31分15秒      | 東洋大学C3位 |
| 2015 | 平国大長距離記録会                   | 5000m          |          | 14分41秒99    |              |
| 2015 | 法政大学競技会                       | 10000m         | 18着     | 30分16秒44    |              |
| 2015 | 平国大長距離記録会                   | 10000m         |          | 30分04秒03    |              |
| 2015 | 十日町長距離カーニバル               | 5000m          | 3着      | 14分26秒56    |              |
| 2015 | 平国大長距離記録会                   | 10000m         |          | 29分49秒34    |              |
| 2015 | トライアルin伊勢崎ウインター競技会   | 5000m          | 14着     | 14分30秒53    |              |
| 2015 | 上尾シティハーフマラソン             | ハーフマラソン | 57位     | 1時間04分43秒 |              |
| 2015 | 10000m記録挑戦会                     | 10000m         |          | 30分05秒15    |              |
| 2015 | 平国大長距離記録会                   | 10000m         |          | 29分56秒38    |              |
| 2016 | 大澤駅伝                             | 6区            | 区間2位  | 14分44秒      | 東洋大学B2位 |
| 2016 | 読売犬山ハーフマラソン               | ハーフマラソン | 9位      | 1時間05分39秒 |              |
| 2016 | 関東私学六大学対校陸上競技選手権大会 | 5000m          | オープン | 14分58秒17    |              |
| 2016 | 法政大学競技会                       | 10000m         | 6着      | 30分09秒91    |              |
| 2016 | 平国大長距離記録会                   | 10000m         |          | 30分00秒58    |              |
| 2016 | 高橋尚子杯ぎふ清流マラソン           | ハーフマラソン | 17位     | 1時間04分20秒 | 学生トップ   |
| 2016 | 日体大長距離記録会                   | 5000m          |          | 14分06秒06    | 自己ベスト   |
| 2016 | 男鹿駅伝                             | 1区            | 区間3位  | 29分01秒      | 東洋大学B7位 |
| 2016 | 日体大長距離記録会                   | 10000m         |          | 29分08秒58    | 自己ベスト   |
| 2016 | 上尾シティハーフマラソン             | ハーフマラソン | 21位     | 1時間03分04秒 | 自己ベスト   |
| 2017 | 奥球磨ロードレース                   | ハーフマラソン | 8位      | 1時間04分39秒 | 学生トップ   |

### 大学駅伝戦績
| 学年             | 出雲駅伝                       | 全日本大学駅伝                 | 箱根駅伝                           |
| ---------------- | ------------------------------ | ------------------------------ | ---------------------------------- |
| 1年生 (2014年度) | 第26回 大会中止                | 第46回 － － － 出走なし       | 第91回 － － － 出走なし           |
| 2年生 (2015年度) | 第27回 － － － エントリーなし | 第47回 － － － エントリーなし | 第92回 － － － エントリーなし     |
| 3年生 (2016年度) | 第28回 － － － 出走なし       | 第48回 7区-区間10位 35分34秒   | 第93回 10区-区間10位 1時間12分32秒 |
| 4年生 (2017年度) | 第29回 － － － 出走なし       | 第49回 － － － 出走なし       | 第94回 9区-区間3位 1時間10分58秒   |

## 自己ベスト
| 種目           | 記録          | 年             | 大会                                 | 備考 |
| -------------- | ------------- | -------------- | ------------------------------------ | ---- |
| 3000m          | 8分33秒92     | 2014年4月13日  | 関東私学五大学対校陸上競技選手権大会 |      |
| 5000m          | 14分06秒06    | 2016年6月5日   | 日体大長距離記録会                   |      |
| 10000m         | 29分08秒58    | 2016年9月24日  | 日体大長距離記録会                   |      |
| ハーフマラソン | 1時間03分04秒 | 2016年11月20日 | 上尾シティハーフマラソン             |      |